# ジョン・ムーア・アリソン

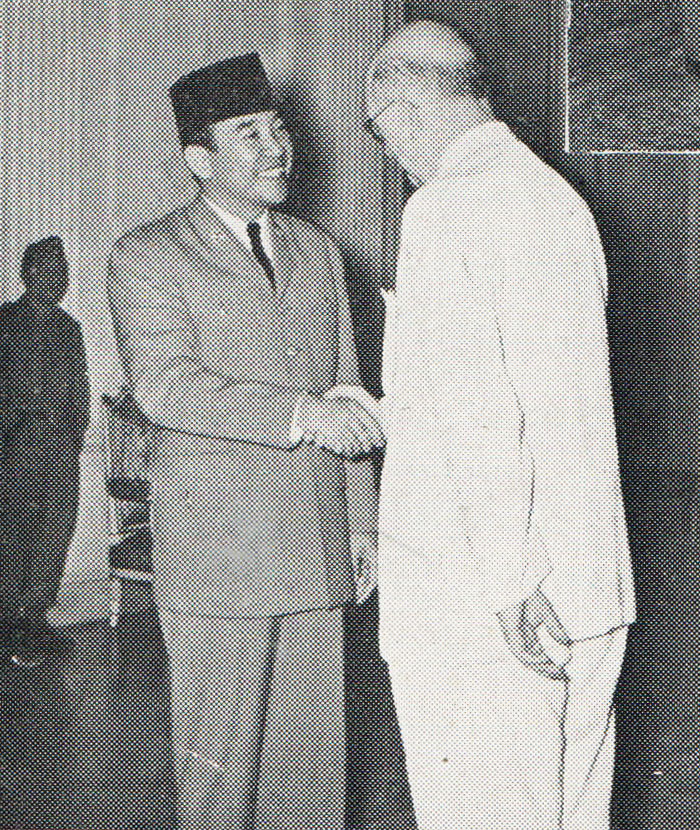
スカルノ大統領に着任の挨拶をするアリソン（1957年）

ジョン・ムーア・アリソン（John Moore Allison, 1905年4月7日 - 1978年10月28日）は、アメリカ合衆国の外交官。駐日アメリカ合衆国大使、駐インドネシア大使、駐チェコスロヴァキア大使を歴任した。

## 人物・略歴
カンザス州ホルトン出身。1927年ネブラスカ大学を卒業、大学時代に極東問題に関心を持ち、ラドヤード・キプリングの作品に傾倒したこともあり、1927年に訪日。二年間、旧制小田原中学校、および旧制厚木中学校で英語教師として教鞭をとる。その後舞鶴の海軍機関学校で英語教師を務めたのち、ゼネラルモーターズ上海支社での勤務を経て、1930年に国務省に入省する。日本大使館での語学研修を経て、日本・中国の各地に勤務、在大阪領事として太平洋戦争の開戦を迎え、1942年帰国する。
なお、南京領事時代に、日本軍が南京を占領したとき、日本軍の下士官がアリソンを殴打するという、（アリソン殴打事件）（1938年1月26日）が起きた。
戦後もアジアに関するキャリアを歴任し、1946年10月28日より国務省日本部で副部長、1947年10月5日より国務省北東アジア部長、1948年11月1日より国務省極東局で副局長、1949年10月3日から1950年9月12日まで北東アジア部長。1951年、ジョン・フォスター・ダレス対日講和特使の訪日にあたっては首席随員として随行、1952年には極東担当国務次官補に就任し、サンフランシスコ講和条約の草案作成に関与した。
1953年4月8日、駐日アメリカ合衆国大使に指名され、5月28日に日本政府に信任される。在任中は日米相互防衛援助協定 (MSA) の調印、1954年3月16日に発生した第五福竜丸事件の処理などにあたった。
第二次世界大戦中にアイゼンハワー司令部の政治顧問も務めた前任者のロバート・マーフィー、ダグラス・マッカーサーの甥であった後任のマッカーサー2世に比べて、知名度、政治的影響力ともに貧弱な「極東屋」として、当時から軽量級の大使と見なされることが多かった。
しかし、近年の研究では、アリソンが「朝鮮戦争・第一次インドシナ戦争が終わり、アジア冷戦が沈静化する中で、米国は政治経済ともに弱体な日本の国内状況安定を優先すべきであり、過度の再軍備を要求し、これを妨げるべきではない」との意見を本国政府に繰り返し具申していたことが明らかになっており、このような具申がアイゼンハワー政権下で生じた対日政策見直しや保守合同推進に少なからぬ影響を発揮したとする再評価が生まれている。
ハリー・トルーマン大統領図書館(Harry S. Truman Presidential Library and Museum)には関係者文書として、極東担当国務次官補時代の文書が保存されている。

### アリソン殴打事件
日本軍が南京を占領したとき、日本軍の下士官がアリソンを殴打するというアリソン殴打事件（1938年1月26日）が起きた。
アリソンの記録では、まず(1)武装した日本兵たちが安全区の金陵大学農学院作業所に深夜に侵入し、中国人女性1人を連れ去り強姦して返した、(2)女性の強姦された場所は、もともとアメリカ人のカソリック司祭が住んでいた家屋であり日本兵が占拠していた、(3)強姦事件は日本大使館に報告され、1月26日の午後、日本人の憲兵等を伴ってアリソンともうひとりアメリカ人がその日本兵占拠の家を被害者の女性とともに事件の調査のために訪問し、(4)日本人憲兵と女性のみならずアリソンたちもその家に入ろうとしたら、日本兵に押し戻されて侮辱され、殴打された、(5)アリソン達アメリカ人は日本側に乱暴や侮辱的なことをしなかった。
これに対して日本軍の公式見解では、「アリソン米国領事がある事件調査のため、日本軍中隊長の制止を振り切って家屋内に侵入しようとした」「アリソン氏が日本軍に恰も検察官的不遜の態度を以て、その領事たるの職分を超越し、事毎に日本軍の非を鳴らすが如き態度に出た」とし、東中野修道はこの日本軍の見解が正しいとした。飯沼守日記では、その家では天野中隊長と日本兵十数名が住み、何人もの女性を拉致しては皆で強姦していたとある。
外交官が兵卒に殴打されるという国家の面子を潰された事件であり、アメリカでは南京事件よりも報道されて、米本土で日本に対する世論の憤慨を巻き起こし、ワシントンDCでは日本特産シルクのボイコットを求めるデモも発生し、外務省側の陳謝でようやく沈静化した事件であった。

## 略歴
- 1931年：在神戸副領事
- 1932年：駐日大使館勤務（-1934年）
- 1934年：駐日大使館副領事（-1935年）
- 1935年：在大連領事（-1936年）
- 1936年：在済南領事（-1937年）
- 1937年：在南京領事（-1938年）
- 1938年：在上海領事
- 1939年：在大阪領事（-1941年）
- 1942年：在ロンドン領事（-1946年）
- 1946年：国務省日本部長補佐（-1947年）
- 1947年：国務省北東アジア部長（-1948年）
- 1949年：国務省極東局次長（-1950年）
- 1951年：駐日大使館参事官
- 1950年：在シンガポール総領事（-1951年）
- 1952年：極東担当国務次官補（-1953年）
- 1953年：駐日アメリカ合衆国大使（-1957年）
- 1957年：駐インドネシア共和国大使（-1958年）
- 1958年：駐チェコスロヴァキア人民共和国大使（-1960年）

## 著書
- Ambassador from the Prairie, or Allison Wonderland, (Houghton Mifflin, 1973).